# Verifica termoigrometrica
La verifica termoigrometrica consiste nel valutare la probabilità di formazione di condensa atmosferica all'interno di un materiale o di una muratura in particolari condizioni di esercizio.

## Procedimento
La variazione della conduttività è funzione della tipologia del materiale e dell'ambiente in cui si trova il materiale stesso.
Per il calcolo delle cadute di pressione e di temperature in una parete è necessario conoscere:
- la composizione della parete, procedendo dall'interno abitazione verso l'esterno,
- lo spessore dei materiali che compongono la parete,
- le resistenze termiche dei materiali,
- le permeabilità al vapore degli stessi materiali che compongono la parete,
- le adduttanze degli strati liminari.